# Paria ereditaria
La parìa ereditaria costituisce una parte della parìa del Regno Unito. Vi sono oltre ottocento pari che detengono titoli ereditari. Precedentemente, gran parte di loro aveva il diritto di sedere alla Camera dei lord, ma col passaggio dell'House of Lords Act 1999, solo 92 di loro hanno permesso di svolgere funzioni parlamentari pur rimanendo tutti pari a vita. I pari sono chiamati ad essere membri della Camera dei lord con un writ of summons.
Un titolo ereditario non è necessariamente un titolo di parìa. Ad esempio, i baronetti hanno titoli ereditari trasmissibili ma non sono pari. Per controparte, il detentore di un titolo non ereditario può appartenere alla paria come pari a vita. Un titolo di parìa può essere creato tramite una lettera patente, ma col tempo la creazione di nuovi parìe ereditarie è stata ridotta, con solo sei parìe create dal 1965.
Nel 2020 ci sono 814 pari ereditari: 31 duchi (di cui 7 reali), 34 marchesi, 193 conti, 112 visconti e 444 baroni (trascurando i titoli sussidiari).

## Origini
La parìa ereditaria, come è presente oggi, combina differenti istituzioni inglesi con quelle analoghe di Scozia e Irlanda.
I conti inglesi ad esempio sono un'istituzione anglosassone. Attorno al 1014 l'Inghilterra venne divisa in shires o contee, in gran parte per difendere la nazione dai danesi; ciascuna contea venne guidata da un capo locale, chiamato appunto conte; questo stesso poteva avere in carico più contee. Quando i Normanni conquistarono l'Inghilterra, essi continuarono a nominare dei conti, ma non per tutte le contee; i capi amministrativi delle contee divennero gli sceriffi. La contea divenne un ufficio di governo, con un prerequisito di prestare giuramento al re per la reggenza della contea; gradualmente queste concessioni divennero onorifiche, con uno stipendio di 20 sterline annue. Come gran parte degli incarichi di natura feudale, le contee venivano ereditate, ma i re spesso chiedevano ai conti di dimettersi o di scambiare dei domini e dei titoli. Solitamente i conti inglesi erano pochi ed erano uomini di grande ricchezza nella contea di cui detenevano il titolo, o in quelle adiacenti, a seconda delle circostanze: durante la guerra civile tra Stefano e l'imperatrice Matilda, nove conti vennero creati in tre anni.
Guglielmo il Conquistatore ed Enrico II non crearono ulteriori duchi; personalmente essi ricoprirono il titolo di duchi di Normandia ed Aquitaine. Quando però Edoardo III d'Inghilterra si dichiarò anche re di Francia, creò duchi i suoi figli per distinguerli dagli altri nobili dell'epoca e dagli altri duchi del regno. I re successivi crearono anche marchesi e visconti per raffinare la gradazione dell'onore: rispettivamente qualcosa più di un conte e qualcosa meno di un conte.
Quando Enrico III ed Edoardo I furono costretti a ricavare ulteriore denaro dei loro sudditi per mantenere le spese del regno, questi concessero titoli a rappresentanti del clero, conti e altri grandi uomini riuniti nel Magnum Concilium (da molti questo è considerato il primo parlamento inglese). In quegli anni si sviluppò l'ordine dei baroni conferito a coloro che prendevano parte a questo primo parlamento, ma senza avere dei titoli specifici; per i rappresentanti del popolo, sull'altro fronte, venne a crearsi la Camera dei comuni. L'accesso al Gran Consiglio originariamente non era ereditario e non era nemmeno considerato un titolo di privilegio; colui che riceveva l'incarico lo sosteneva a proprie spese, votava sulle tasse, con tutti i rischi e i privilegi offerti dalla politica, magari solo per ottenere il favore del re. L'accesso al Consiglio era variegato; un uomo poteva esservi ammesso una sola volta nella vita, oppure poteva rimanere in carico per tutta la sua vita, oppure ancora il titolo poteva essere passato a suo figlio, o essere revocato.
Sotto Enrico VI d'Inghilterra, nel XV secolo, appena prima della Guerra delle Due Rose, la partecipazione al parlamento acquistò un valore più importante in quanto qui iniziarono le prime partecipazioni ereditarie al consiglio, dapprima tramite lettera patente che elevava un uomo al titolo di barone. I cinque ordini nobiliari iniziarono ad essere chiamati parìe e i pari di più antica istituzione iniziarono ad avere una preminenza sugli ultimi arrivati alla carica.
Era ormai chiaro dunque che se un uomo avesse ottenuto una parìa, suo figlio gli sarebbe succeduto; in caso di mancanza di figli gli sarebbe succeduto un fratello. Nel caso di una sola figlia, suo genero avrebbe ereditato le terre di famiglia, che solitamente erano le medesime del titolo di parìa; i casi più complessi venivano decisi a seconda delle circostanze. Le tendenze variarono nel tempo; le contee furono le prime ad essere rese ereditarie con tre regole base da sempre rispettate nel caso in cui un conte non avesse avuto figli maschi ma solo femmine maritate. Nel XIII secolo, il marito della figlia maggiore avrebbe automaticamente ereditato il titolo di conte, ma nel XV secolo la contea doveva in tal caso tornare alla Corona che a sua volta e a sua discrezione poteva quindi riassegnarla al genero della figlia maggiore del defunto conte, ma senza obblighi; durante il XVII secolo, se il titolo non poteva o non voleva essere ereditato da nessuno o nel caso in cui tutti gli eredi fossero morti senza discendenti maschi, si procedeva ad una successione femminile.
Dopo che Enrico II divenne Signore d'Irlanda, i suoi successori iniziarono ad imitare anche in Irlanda il sistema nobiliare inglese in uso all'epoca. I conti irlandesi vennero creati però per la prima volta nel XIII secolo, ed il parlamento irlandese iniziò in quello stesso secolo; sino a quando Enrico VIII non si proclamò re d'Irlanda, questi parlamenti erano corpi rappresentativi di ridotta entità. Nel caso dell'Irlanda i pari non venivano creati tramite writ, ma solo tramite patente o carta apposita, anche se diverse patenti si persero nel corso dei secoli. Dopo che Giacomo II lascio l'Inghilterra, fu per breve tempo re d'Irlanda riconosciuto e creò tre pari d'Irlanda ma senza emettere la documentazione relativa; queste parìe furono ad ogni modo ritenute valide.
I pari irlandesi erano in una situazione politica particolare: essi erano sudditi del re d'Irlanda, ma pari in un regno differente, motivo per cui potevano sedere nella Camera dei comuni come infatti molti di loro facevano. Durante il XVIII secolo, la parìa irlandese divenne una sorta di ricompensa per i politici inglesi, limitata solo dal fatto che essi periodicamente dovevano recarsi a Dublino per interagire col governo irlandese.
La Scozia riuscì ad evolvere un sistema simile, ma con alcuni punti di differenza fondamentale. Le prime contee scozzesi derivavano dai sette mormaers originari, di immemore antichità; questi vennero nominati conti dalla regina Margherita. Il Parlamento di Scozia è quindi antico quanto quello inglese; l'equivalente delle baronie inglesi in Scozia è ancora oggi costituito dalla Signoria di Parlamento.
L'Act of Union 1707, tra Inghilterra e Scozia, portò alla costituzione della Parìa di Gran Bretagna ed entrambi i gruppi di pari vennero invitati a seguire il modello inglese; dal momento che proporzionalmente esistevano più pari scozzesi che inglesi, quelli scozzesi scelsero per la prima volta di far accedere alla Camera dei lord inglese solo alcuni di loro. L'Acts of Union 1800 cambiò nuovamente la parìa in Parìa del Regno Unito, la quale consentì ad ogni modo di continuare la creazione di pari irlandesi, i quali ad ogni modo diminuirono sensibilmente (ne rimasero appena un centinaio) sino a bloccare le concessioni al 1898. Al 2011 rimangono solo 66 pari d'Irlanda.

## Leggi moderne
Le leggi applicabili alla parìa ereditaria britannica sono diverse a seconda del regno a cui essa appartiene. Le parìe di Inghilterra, Gran Bretagna e Regno Unito seguono la legge inglese e le uniche differenze si basano sull'antichità di istituzione in quanto la Parìa d'Inghilterra venne creata prima dell'Act of Union 1707, la Parìa di Gran Bretagna tra il 1707 e l'unione con l'Irlanda nel 1800, e la Parìa del Regno Unito dal 1800. La Parìa d'Irlanda segue le leggi del Regno d'Irlanda, che sono molto simili a quelle inglesi, ad eccezione del riferimento al Parlamento d'Irlanda ed agli ufficiali irlandesi di governo, generalmente non più nominati; non sono stati creati pari d'Irlanda dal 1898 e pertanto essi non costituiscono più parte rappresentativa al governo del Regno Unito. La Parìa di Scozia si basa sulla legge scozzese che è molto simile alla legge inglese, ma differisce per molti punti che ne ravvicinano la pratica al periodo medievale.
Le donne generalmente non possono succedere alla maggior parte delle parìe ereditarie.

## Ranghi e titoli

La Camera dei lord (la vecchia camera dei lords, bruciata nel 1834) in un dipinto di Augustus Pugin e Thomas Rowlandson per l'opera Microcosm of London (1808-11).

I ranghi della paria in gran parte del Regno Unito sono, in ordine discendente, duca, marchese, conte, visconte e barone; i titoli femminili equivalenti sono duchessa, marchesa, contessa, viscontessa e baronessa.
Nella parìa di Scozia, il rango più basso è quello di Lord del Parlamento. La baronia scozzese, che pure esiste, è un rango feudale e non di parìa. La barony by tenure o baronia feudale in Inghilterra e Galles è simile a quella scozzese essendo ereditaria, ma obsoleta. Il Tenures Abolition Act 1660 ha previsto il termine di questa pratica.
Le dignità di parìa sono create dal Sovrano con degli writs of summons o lettere patenti. Sulla base delle moderne convenzioni costituzionali, nessuna dignità di parìa, con le sole eccezioni di quelle concesse ai membri della Famiglia Reale, può essere creata senza prima il parere del primo ministro del Regno Unito.
Molti pari hanno più di un titolo ereditario; ad esempio, lo stesso individuo può essere duca, conte, visconte e barone in virtù di differenti parìe. Se questa persona ha inoltre il permesso di sedere nella Camera dei lord, possiede comunque un solo voto. Ad ogni modo, sino all'House of Lords Act 1999 era possibile per un pari concedere dei titoli sussidiari ad un proprio erede prima della propria morte con un writ of acceleration, caso in cui il pari ed il suo erede avevano ciascuno un voto di diritto. Quando ciò non veniva fatto, l'erede solitamente poteva utilizzare i titoli sussidiari del padre come "titolo di cortesia", ma non veniva considerato un pari sino all'effettiva successione a suo padre.

## Ereditarietà dei titoli
La modalità di ereditare i titoli della paria è determinata dal metodo della sua creazione. I titoli possono essere creati con un writ of summon o con una lettera patente. Il primo è semplicemente un metodo di convocazione di un individuo al parlamento e non conferisce esplicitamente la parìa, perlopiù confermando la discendenza agli heirs of the body, maschi e femmine. La lettera patente crea invece esplicitamente una parìa e nomina la dignità in questione. Le lettere patenti inoltre tracciano una linea genealogica e normalmente solo gli eredi maschi possono succedere ad una parìa. Il figlio di una coppia si intende legittimo se i suoi parenti costituiscono una coppia sposata al momento della sua nascita oppure se si sposano in seguito; solo i figli legittimi possono succedere a un titolo ma una parìa può essere ereditata solo da un figlio nato legittimo e non legittimo in seguito da un matrimonio, sia esso della paria inglese, irlandese o britannica (ma non scozzese).
Normalmente, la parìa viene concessa al successore alla morte dell'ultimo detentore del titolo. Edoardo IV introdusse una procedura nota col nome di writ of acceleration, con la quale era possibile per il figlio di un pari con diversi titoli sedere alla Camera dei lord in virtù dei titoli sussidiari di suo padre.
Una persona che è un possibile erede di una paria è detta "in attesa" (in remainder). Un titolo diventa estinto (opposto di esistente, vivente) quando tutti i possibili eredi (come previsto dalle lettere patenti) siano defunti prima della morte dell'ultimo detentore. Un titolo diviene "dormiente" o "quiescente (dormant) se nessuno lo reclama o se i reclamanti non sono provati in maniera soddisfacente. Un titolo va in "disputa" (abeyance) se vi è più di una persona eleggibile al titolo.
In passato, le parìe venivano talvolta messe in forfait o attainted (cioè colpite da attinctura, fellonia) con atti del parlamento, spesso per tradimento da parte del detentore del titolo. Il sangue di un pari veniva quindi considerato "corrotto" e come conseguenza i suoi discendenti non potevano ereditare il titolo. Se tutti i discendenti del pari attainted fossero morti e vi fosse comunque un erede di un altro ramo della famiglia non affetto da attinctura questi può ottenere il titolo. Il Forfeiture Act 1870 abolì la corruzione del sangue; al posto di perdere la parìa, un pari condannato per tradimento perde il privilegio di sedere in parlamento per il periodo corrispondente al suo imprigionamento.
Il Titles Deprivation Act 1917 permise alla Corona di sospendere le parìe i cui detentori avessero combattuto contro il Regno Unito durante la prima guerra mondiale. La colpevolezza doveva essere determinata da una commissione apposita del Privy Council; il parlamento poteva rigettare il rapporto della commissione entro 40 giorni dalla sua presentazione. Nel 1919, Giorgio V emise un Order in Council sospendendo ad esempio il Ducato di Albany (assieme ai suoi titoli sussidiari di parìa di Conte di Clarence e Barone Arklow), il Ducato di Cumberland e Teviotdale (coi suoi titoli sussidiari di Conte di Armagh) e la Viscontea di Taaffe (assieme al titolo di Barone di Ballymote). Sulla base del Titles Deprivation Act, i successori a una paria potevano inviare una petizione alla Corona per essere ristabiliti nei loro titoli ma nessuno ad ogni modo delle personalità colpite da questi provvedimenti fece mai richiesta (le parìe di Taaffe e Ballymote si estinsero nel 1967).
Niente vieta a un pari britannico di detenere anche una cittadinanza straniera (anche se questi pari non possono sedere alla Camera dei lord). Molti discendenti di Giorgio III furono pari britannici e sudditi tedeschi nel contempo; i Lords Fairfax di Cameron furono cittadini americani per generazioni.
Un pari può inoltre "disconoscere" (disclaim) un titolo di parìa ereditaria sulla base del Peerage Act 1963. Per fare ciò, un pari deve lasciare un istrumento di disconoscenza al Lord Cancelliere entro 12 mesi dalla sua successione alla parìa o, se ha meno di 21 anni all'epoca della successione, 12 mesi dopo il raggiungimento dei suoi 21 anni. Se, al momento della successione, un pari è membro della Camera dei comuni, l'istrumento deve essere consegnato un mese dopo la successione; nel frattempo, il pari non può sedere o votare nella Camera dei comuni. Prima dell'House of Lords Act 1999, un pari ereditario non poteva disconoscere un titolo di parìa concesso per writ of summons; oggi, invece, tale convenzione è venuta meno dal momento che i pari ereditari non hanno automaticamente il seggio alla Camera dei lord. Le parìe irlandesi per tradizione non possono essere disconosciute. Un pari che disconosce una parìa perde tutti i suoi titoli, i diritti ed i privilegi associati a tale parìa; sua moglie o suo marito perde anch'ella o egli tali diritti e privilegi. Alla medesima persona non possono poi essere concesse altre parìe, ad eccezione della parìa a vita. La parìa interessata da disconoscimento rimane senza detentori sino alla morte del disconoscitore.
Un titolo detenuto da qualcuno che poi diviene re si indica come "unito alla Corona" (merge in the Crown) ovvero cessa di esistere con l'ascesa al trono del soggetto intestatario. Il Ducato di Cornovaglia e Rothesay, e la Contea di Carrick sono casi speciali che non sono soliti "unirsi alla Corona". Queste parìe sono speciali anche perché non vengono mai ereditate direttamente. Il ducato di Cornovaglia è infatti privilegio del primogenito del re d'Inghilterra, e il ducato di Rothesay, la contea di Carrick, e altri titoli non-parìe (Barone di Renfrew, Lord delle Isole, principe e Gran Steward di Scozia) riservati al figlio del re di Scozia. In Scozia, il titolo di duca di Rothesay viene concesso a vita. In Inghilterra ed in Irlanda del Nord, il titolo di duca di Cornovaglia è usato dall'erede apparente sino alla sua ascesa come Principe di Galles. Con la creazione del principato, il duca è creato anche Conte di Chester. La contea, come caso speciale, non è ereditaria e viene periodicamente riunita alla Corona se il principe succede al padre o precede la morte del monarca: Giorgio III venne creato principe di Galles e conte di Chester un mese dopo la morte di suo padre.
Il ducato di Cornovaglia, formalmente una dignità di parìa, gode invece di privilegi particolari specificatamente designati per legge. Ad esempio, il ducato è stato reso esente dal Town and County Planning Act 1990. L'unico altro ducato nel Regno Unito a godere di privilegi simili è il Ducato di Lancaster, che è concepito anch'esso come un possedimento personale della corona piuttosto che come un titolo di parìa. Il ducato di Lancaster è stato unito alla Corona quando Enrico di Monmouth, duca di Lancaster divenne re d'Inghilterra col nome di Enrico V. Malgrado questo, il ducato di Lancaster continua ad esistere, teoricamente amministrato dal Cancelliere del Ducato di Lancaster. Normalmente, ad ogni modo, il Cancelliere non esercita i suoi compiti relativi al ducato, ma è semplicemente un ministro senza portafoglio. Il ducato viene ereditato come proprietà personale del monarca e non della Corona e le sue rendite sono considerate come fondo personale del sovrano.

## Writs of summons
All'inizio di ogni nuova sessione del parlamento, ciascun pari deve esibire da tradizione un documento che attesti la sua possibilità di sedere in quella sede, il writ of summons appunto. Senza uno writ, nessun pari può sedere o votare in parlamento. Tutti gli writs of summons generalmente seguono la medesima forma. Inizialmente essi indicano i titoli del Sovrano concedente, poi quelli del ricevente. Quindi vengono riportate le ragioni della convocazione al parlamento che può riportare se un parlamento è stato prorogato, sciolto, ecc.
Su consiglio e assenso del Nostro Consiglio che per certi ardui e urgenti affari Ci concerne, per lo stato e la difesa del Nostro Regno Unito e della Chiesa, abbiamo ordinato che il Parlamento che ha sede nella Nostra City di Westminster il XX giorno del mese XX prossimo e qui aver conferenza coi Prelati, i Grand'Uomini e i Pari del Nostro Reame. Noi siamo lieti di comandarvi per la fede e l'alleanza che Ci lega per il peso degli affari detti e dei pericoli considerati, porgendovi tutte le scuse del caso, voi sarete il giorno e il luogo detto presente personalmente con Noi e coi predetti Prelati, Grand'Uomini e Pari per dare consiglio a Noi sugli affari sopra menzionati. E questo perché voi guardiate a Noi con onore e sicurezza e difesa del predetto Regno e Chiesa a Westminster il XX giorno del mese di XX del XX anno del Nostro regno.»

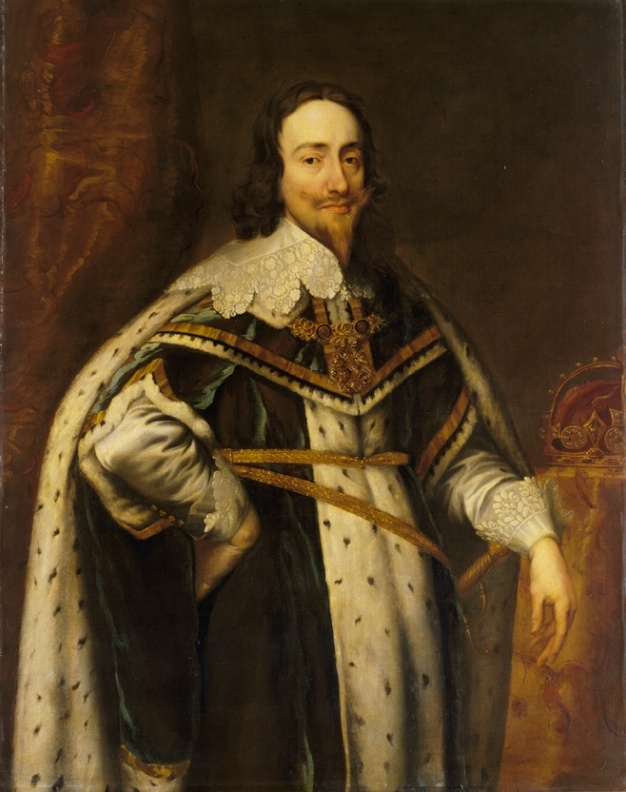
Carlo I tentò di non concedere un writ of summons a John Digby, I conte di Bristol, pari che ne aveva effettivamente diritto

È stato stabilito che il sovrano non può negare dei writs of summons a dei pari qualificati. Nel 1626, re Carlo I ordinò che il writ of summons di John Digby, I conte di Bristol non fosse concesso. Lord Bristol era stato accusato di tradimento, ma mai processato. Egli si appellò per questa causa alla Camera dei lord che ne concluse che il sovrano non poteva non concedere il documento ad un pari che ne avesse pieno diritto.

### Baronie per mandato
Secondo la legge inglese moderna, se il writ of summons viene concesso a una persona che non è un pari, questa persona prende sede in parlamento ed il parlamento stesso gli concede per diritto una baronia ereditabile per primogenitura maschile. Questa pratica, non di origine medievale, e si dubita persino che un documento di tal genere sia mai stato concesso con la creazione relativa di una parìa apposita. L'ultima persona ad essere convocata al parlamento senza possedere una parìa risale infatti ai primi anni della dinastia Tudor e la prima occasione in cui tale soluzione venne inequivocabilmente adottata fu nel 1610 con la nomina di Lord Abergavenny. L'House of Lords Act 1999 ha messo in dubbio la veridicità di questa tradizione e soprattutto la sua legittimità odierna; ad ogni modo questa dottrina viene mantenuta come applicata retrospettivamente su quanti si dice abbiano così ottenuto il privilegio. Anche un decreto emesso per errore può creare una paria se non viene cancellato prima che il ricevente occupi il suo posto.
Le parìe creato con writ of summons si presumono ereditabili unicamente tramite gli eredi diretti del ricevente. La Camera dei lord ha derivato tale presunzione da una serie di casi giudiziari discussi in passato tra cui il Lord Grey's Case (1640) Cro Cas 601, il Clifton Barony Case (1673), il Vaux Peerage Case (1837) 5 Cl & Fin 526, il Braye Peerage Case (1839) 6 Cl & Fin 757 e l'Hastings Peerage Case (1841) 8 Cl & Fin 144. Il significato di eredi diretti è nella parola heir of the body come è determinato dalla common law, ovvero i discendenti su base di primogenitura maschile, un meccanismo secondo il quale gli eredi maschi hanno precedenza sulle femmine anche se maggiori di età. Queste regole ad ogni modo sono emendate nel caso in cui una o più sorelle siano considerate coeredi.
Il writ of acceleration è il metodo che consente al primogenito di un pari di ottenere un writ of summons per sedere alla Camera dei lord usando i titoli sussidiari di suo padre prima che questo sia defunto. I titoli di cui il primogenito fa uso, non sono strettamente ereditati da lui, ma rimangono comunque in veste a suo padre. Dai tempi di Edoardo IV sono stati emessi 94 writs of acceleration, di cui quattro solo nel XX secolo. L'ultimo di questi è stato nel 1992 quando il Visconte Cranborne divenne parlamentare per concessione della Baronia Cecil da suo padre, il marchese di Salisbury (a cui egli stesso è succeduto alla morte di questi nel 2003).
Non vi sono pari di Scozia creati tramite mandato; non vi sono baronie in disuso e l'unico writ attivo nella Parìa d'Irlanda, per La Poer, oggi è detenuto dal Marchese di Waterford.

## Lettere patenti
Più spesso, le lettere patenti sono utilizzate per creare delle parìe. Le lettere patenti fanno esplicitamente riferimento al titolo da concedere; l'esatto termine è descritto nella common law. La patente specifica inoltre di norma gli "eredi maschi del corpo" o diretti (heirs-male of the body) come successori del detentore del titolo, rendendo quindi la successione solo patrilineare e maschile. Diversi titoli molto antichi, come la contea di Arlington, sono concessi per gli "eredi del corpo" (heirs of the body), quindi indipendentemente dal fatto che essi siano maschi o femmine, seguendo le medesime regole ordinarie per le baornìe. Molti titoli scozzesi applicano quest'ultima regola dove, pur essendo praticata la primogenitura, in mancanza di eredi maschi viene applicata la successione ad altri generi. La Camera dei lord si è occupata nel corso dei secoli di dirimere alcune questioni specifiche dove la discendenza non fosse indicata nella lettera patente o dove la lettera stessa fosse andata perduta.

### Limitazione degliheirs of the body
Una patente inglese solitamente include delle limitazioni per gli eredi "del corpo" come negli "heirs-male of the body", a meno di casi specifici. La limitazione più diffusa è quella che riguarda la discendenza: essa specifica che solo i discendenti in linea diretta del pari originale possano essere chiamati a succedere alla paria. In alcuni rarissimi casi, la limitazione non viene indicata. Nel Devon Peerage Case (1831) 2 Dow & Cl 200, la Camera dei lord ha permesso la successione anche ai discendenti collaterali del pari originario. La situazione venne però ribaltata nel 1869 quando la Camera dei lord discusse il Wiltes Peerage Case (1869) LR 4 HL 26 dove anche in quel caso la patente prodotta non riportava la dicitura "of the body".

### Casi particolari
È possibile che una patente permetta la successione a qualcun altro di diverso rispetto agli eredi diretti, maschi o non, del pari in carica, e in quel caso essa è concessa con uno special remainder. Si citano a tal proposito diversi casi: la Baronia Nelson (concessa al fratello maggiore del titolato ed ai suoi eredi maschi), la Contea Roberts (ad una figlia specifica ed ai suoi eredi maschi), la Baronia Amherst (al nipote del titolato ed ai suoi eredi maschi) ed il Ducato di Dover (al figlio minore ed ai suoi eredi maschi). In molti casi, al tempo della garanzia del privilegio, tale proposta viene fatta per la mancanza di eredi diretti e senza la prospettiva che possano nascerne, di modo da consentire di perpetuare l'onorificenza anche dopo la morte dell'insignito e impedire una rapida estinzione del titolo. Ad ogni modo uno dei metodi di successione deve essere tra quelli della common law. Ad esempio, la Corona non può fare delle "shifting limitation" nelle lettere patenti emesse; in altre parole una patente non può investire una persona di diritti ad esempio per spostare un titolo da una linea di successione ad un'altra, anche se tale atto fosse fatto per evitare l'estinzione di un dato titolo. La pratica venne stabilita sulla base del Buckhurst Peerage Case (1876) 2 App Cas 1, dove la Camera dei lord ha indicato come non valide le lettere patenti che mantenevano separata la Baronia Buckhurst dalla Contea De La Warr. La patente prescriveva che se il detentore della baronia avesse ereditato il titolo di conte, sarebbe stato privato della baronia che sarebbe quindi passata al suo successore qualora il detentore fosse morto senza eredi.

### Emendamenti alle lettere patenti

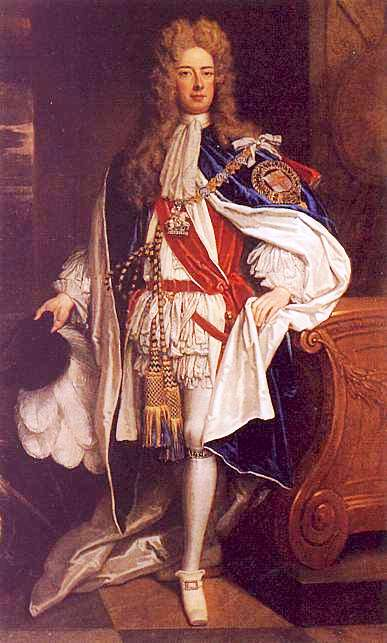
Le lettere patenti che garantirono il titolo di Duca di Marlborough a Sir John Churchill vennero in seguito emendate dal parlamento

Le lettere patenti non sono documenti assoluti; esse possono essere emendate o revocate tramite un Act of Parliament. Ad esempio, il parlamento emendò le lettere patenti che crearono il titolo di Duca di Marlborough nel 1706. La patente originariamente prevedeva che il ducato potesse essere ereditato unicamente dagli eredi maschi del primo duca, il capitano generale Sir John Churchill. Un figlio morì infante e l'altro morì nel 1703 di morbillo. Con un emendamento del parlamento alla patente concessa, venne permesso al titolo di sopravvivere dopo la morte dell'insignito, quando il ducato venne passato alle figlie del duca, Lady Henrietta, la contessa di Sunderland, la contessa di Bridgewater e Lady Mary, ed ai loro eredi maschi.

## Numero di pari ereditari
Il numero dei pari ereditari variò considerevolmente col tempo. Alla fine della Guerra delle due Rose, che uccise diversi pari, altri vennero disonorati e altri privati dei loro titoli, vi erano solo 29 signori temporali; i Tudor raddoppiarono il numero dei pari, creando nuovi pari e facendone condannare a morte degli altri; alla morte della regina Elisabetta I i pari erano 59. 
| Sovrano                  | Regno     | Pari |
| ------------------------ | --------- | ---- |
| Giacomo I                | 1603–1625 | 62   |
| Carlo I                  | 1625–1649 | 59   |
| Carlo II                 | 1660–1685 | 64   |
| Giacomo II               | 1685–1689 | 8    |
| Guglielmo III e Maria II | 1689–1702 | 30   |
| Anna                     | 1702–1714 | 30   |
| Totale                   | 1603–1714 | 253  |

La paria, in seguito, conobbe una notevole crescita sotto la dinastia degli Stuart. All'epoca della morte della regina Anna di Gran Bretagna, i pari erano 168. Nel 1712, la regina Anna creò 12 pari in un sol giorno grazie ad una misura del parlamento, più di quanti ne abbia creati la regina Elisabetta I in quasi mezzo secolo di regno.
Molti pari furono allarmati dal rapido incremento del numero delle parìe assegnate, temendo di veder crollare la loro importanza ed il loro potere individuale col crescere di questo numero. Per questo motivo, nel 1719, venne introdotta una legge alla Camera dei lord per porre un limite al potere della Corona. Venne stabilito di permettere al massimo altre sei nuove creazioni, e successivamente una nuova creazione per ogni estinzione di un titolo. Ad ogni modo tali limitazioni non valevano per i membri della famiglia reale britannica. La proposta di legge venne rigettata nell'ultima fase della legislazione dalla Camera dei lord, ma venne riproposta l'anno successivo e venne questa volta approvata. Comunque la Camera dei comuni rigettò le leggi 269 a 177.
Giorgio III fu particolarmente noto per la creazione di titoli nobiliari, in particolare su pressione di molti dei suoi primi ministri per ottenere la maggioranza alla Camera dei lord. Durante i suoi 12 anni di potere, Lord North fece creare circa 30 nuovi pari. Durante i 17 anni di governo di William Pitt il Giovane, vennero creati oltre 140 nuovi pari.
Una restrizione sulla creazione dei pari, ma solo nella parìa d'Irlanda, avvenne con l'Acts of Union 1800 che combinò l'Irlanda e la Gran Bretagna per costituire il Regno Unito nel 1801. Le nuove creazioni vennero ristrette a un massimo di una nuova paria irlandese ogni tre parie irlandesi esistenti che sarebbero divenute estinte, escludendo quanti avessero titoli anche in Inghilterra o in Gran Bretagna; solo se il numero dei pari irlandesi fosse sceso sotto i 100, il Sovrano avrebbe potuto creare una nuova parìa irlandese ogni titolo estintosi.
Ancora oggi, invece, non vi sono restrizioni sulle creazioni dei titoli della Parìa del Regno Unito e pertanto anche durante i secoli XIX e XX le creazioni aumentarono ulteriormente, sempre per consentire ai diversi primi ministri di ottenere delle maggioranze sicure alla Camera dei lord.

## Status attuale

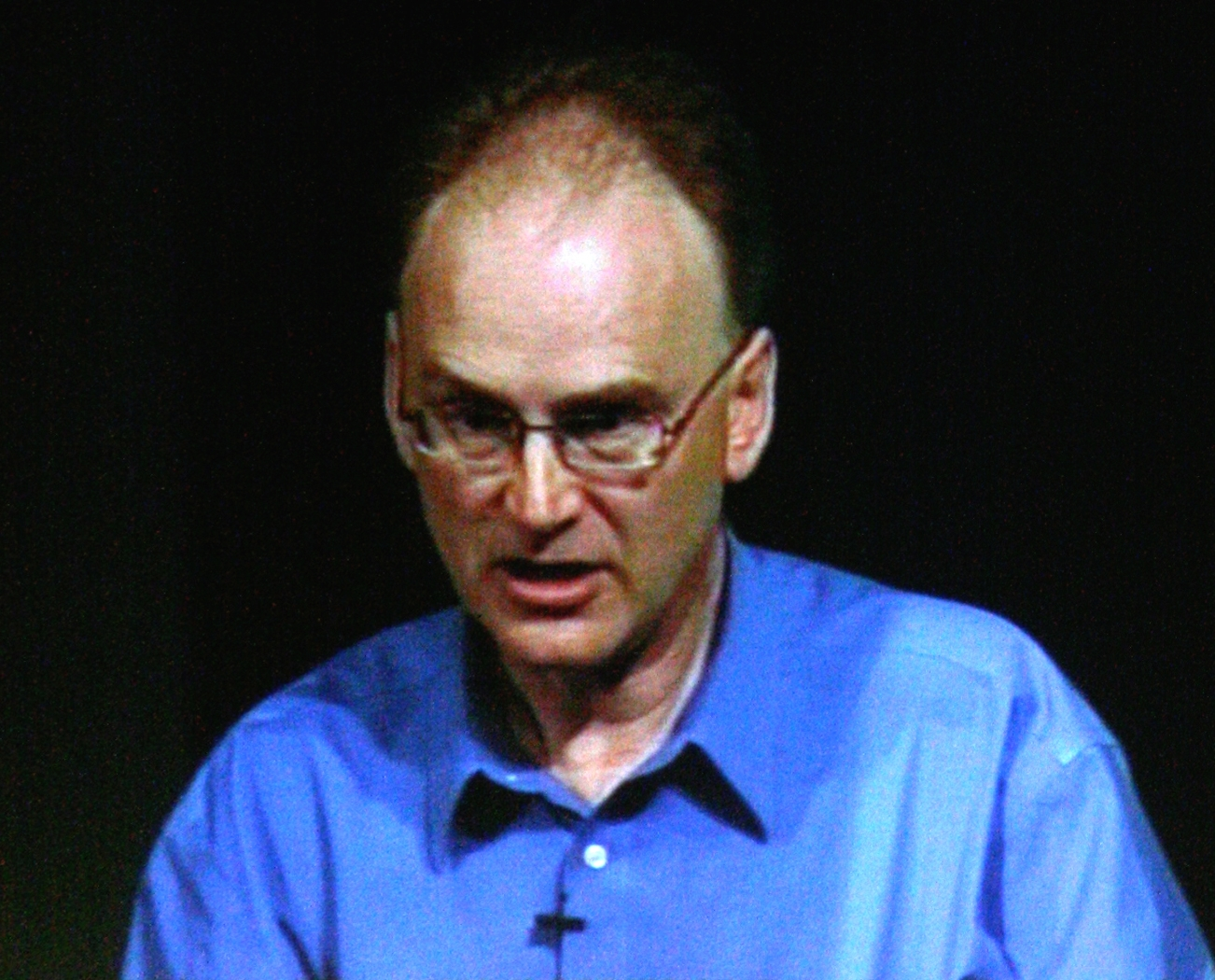
Matt Ridley, noto scienziato e scrittore oltre che giornalista conservatore, ha il titolo di Visconte Ridley

Con l'ascesa del governo laburista di Harold Wilson nel 1964, la pratica di garantire parìe ereditarie venne in gran parte arginata (ad eccezione per i membri della famiglia reale). Solo sei pari ereditari vennero creati dopo il 1965: tre della famiglia reale (il Duca di York, il Conte di Wessex, il Duca di Cambridge) ed altre tre creazioni sotto il governo di Margaret Thatcher (il Visconte Whitelaw, il Visconte Tonypandy ed il Conte di Stockton). I due visconti morirono senza eredi maschi, estinguendo i loro titoli. Harold Macmillan, I conte di Stockton ricevette la contea per il suo lavoro come primo ministro dopo che si era ritirato.
Attualmente non esiste alcuni statuto che impedisce la creazione di nuove parìe ereditarie; tecnicamente potrebbero essere create in qualsiasi momento per qualsiasi motivazione, ed il governo continua a mantenere pro forma le lettere per la nuova creazione. Le recenti politiche che hanno portato la creazione di nuove parie sono state stabilite nel Royal Warrant of 2004. Ad ogni modo, i governi successivi hanno successivamente disatteso questa pratica, dal momento che la Royal Household nel suo sito internet descrive l'unica fons honorum della concessione di onorificenze, parìe e cavalierati nella regina, senza menzione di titoli nobiliari. Nel 2024, il Governo Laburista di Starmer ha annunciato nel discorso del Re che avrebbe introdotto una legislazione per abolire i diritti dei restanti titoli nobiliari ereditari di sedere nella Camera dei Lord.

### Ruoli
Fino all'entrata in vigore del Peerage Act del 1963, i pari ereditari non potevano rinunciare alla loro paria per entrare nella Camera dei comuni e quindi l'essere un pari era talvolta visto come un ostacolo per una futura carriera politica. Infatti, già all'epoca, gli incarichi di gabinetto più importanti erano assegnati a membri della Camera dei comuni. La legge cambiò grazie a un accordo basato sul fatto che il deputato laburista Tony Benn era stato privato del seggio nella Camera dei comuni dopo che aveva ereditato il titolo di visconte Stansgate e sul desiderio dei conservatori di favorire la nomina a Primo ministro di Alec Douglas-Home, a quel tempo considerata politicamente necessaria, facendolo candidare a deputato nella Camera dei comuni.
L'House of Lords Act del 1999 abolì il diritto automatico dei pari ereditari di sedere nella Camera dei lord. Dei circa 750 pari eleggibili, solo 92 possono attualmente sedere nella Camera; questi pari vennero prescelti per elezioni interne alla Camera tra ottobre e novembre del 1999. La legge stabilì che per la prima elezione 15 pari dovevano essere eletti da tutta la Camera (compresi i pari a vita), 42 dai pari ereditari conservatori, 2 dai pari ereditari laburisti, 3 dai pari ereditari liberal-democratici e 28 dai pari ereditari indipendenti. I pari ereditari eletti restano in carica fino alla morte, alle dimissioni o all'esclusione per mancata frequenza (queste ultime due possibilità vennero introdotte dall'House of Lords Reform Act del 2014) e a quel punto si tengono le elezioni suppletive per mantenere il numero a 92.
Gli uffici di conte maresciallo e di lord gran ciambellano sono detenuti da pari ereditari; questi incarichi sono entrambi ereditari ed in tempi recenti sono detenuti rispettivamente dal duca di Norfolk e dal marchese di Cholmondeley. Il conte maresciallo ed il lord gran ciambellano sono gli unici pari ad avere il diritto di sedere automaticamente ed ereditariamente nella Camera dei lord.
Il governo riserva una serie di incarichi politici e cerimoniali ai pari ereditari. Per incoraggiare i pari ereditari della Camera dei lord a seguire la linea del partito di appartenenza, sono generalmente presenti dei pari ereditari che esercitano la funzione di whip. Questa pratica non fu seguita dal governo laburista tra il 1997 e il 2010 a causa del numero limitato di pari ereditari laburisti nella Camera.

### Moderna composizione della parìa ereditaria

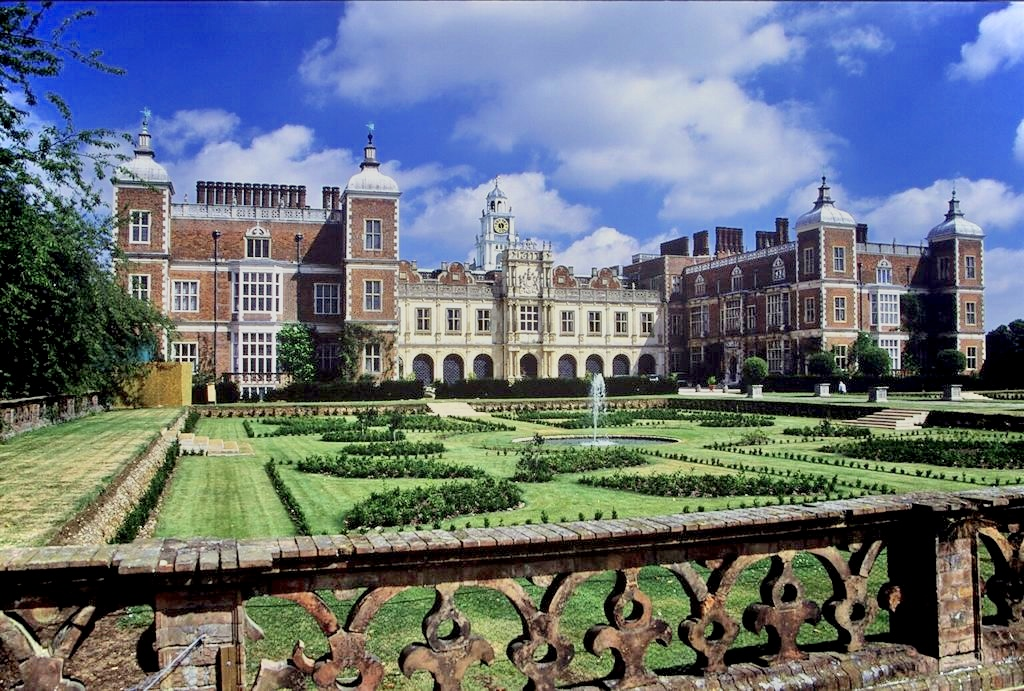
Molti pari ereditari sono associati a famose residenze come nel caso di Hatfield House; molte di queste residenze nobiliari sono oggi aperte al pubblico.

La parìa è tradizionalmente associata all'aristocrazia più ricca, alla Nobiltà britannica, ed in tempi recenti, al partito conservatore. La parìa ereditaria può contare su valori di ricchezza medi, ma alcuni sono particolarmente ricchi come ad esempio Hugh Grosvenor (duca di Westminster) e lord Salisbury di Hatfield House. Gran parte delle stately homes appartengono oggi al The National Trust anche a causa dell'alta tassazione. Alcune delle più grandi residenze si sono trasmesse per linea ereditaria sino almeno alla fine del XIX secolo.
Ad ogni modo, il proliferare delle creazioni di parie tra la fine del XIX secolo e la prima metà del XX secolo consentì anche a figure minori di entrare nei ranghi dell'aristocrazia; fra questi spiccano diversi proprietari di giornali (ad esempio Alfred Harmsworth) e leader sindacali (ad esempio Walter Citrine). Come risultato, molti pari ereditari hanno intrapreso carriere lavorative in campi atipici rispetto alla tradizionale concezione dell'aristocrazia. Ad esempio, Arup Kumar Sinha, VI barone Sinha è un tecnico informatico che lavora per un'agenzia di viaggi; Matt Ridley, V visconte Ridley, è un popolare scrittore scientifico; Tim Bentinck, XII conte di Portland, è un attore e ha interpretato, tra gli altri, David Archer nella soap opera della BBC The Archers, e Peter St Clair-Erskine, VII conte di Rosslyn è stato un comandante del Metropolitan Police Service. Frank Pakenham, VII conte di Longford, fu un socialista noto riformatore del sistema carcerario, mentre Tony Benn, che rinunciò al titolo di visconte Stansgate, che poi suo figlio reclamò come titolo famigliare, fu ministro (poi scrittore e oratore) solidale alle politiche della sinistra.

### Distribuzione di genere
Poiché la stragrande maggioranza delle parie possono essere ereditate solo dagli uomini, il numero di pari ereditarie è molto piccolo; a partire dal 1992 solamente 18 parie su 758, ovvero il 2,2%, sono state ereditate da una donna. Dal 1963 (quando alle parie ereditarie fu permesso di entrare nella Camera dei lord) fino al 1999, ci furono un totale di 25 pari ereditarie.
Dei 92 pari ereditari che siedono nella Camera dei lord non vi è alcuna donna dopo il ritiro di Margaret of Mar, XXXI contessa di Mar, nel maggio del 2020. Nelle prime elezioni per la Camera tenutesi nel 1999 ai sensi dell'House of Lords Act furono elette cinque donne (tutte indipendenti). Nessuna donna è stata eletta nelle votazioni suppletive tenutesi successivamente. Nel Registro dei pari ereditari, che contiene i nomi dei pari ereditari disponibili a presentarsi alle elezioni suppletive, all'ottobre del 2020 è presente solo una donna, Emily Beamish, XXIX baronessa Dacre.